# Сватовство к Эмер
Сватовство к Эмер (ирл. Tochmarc Emire) — ирландская легенда из уладского цикла, описывающая процесс сватовства героя Кухулина к девушке по имени Эмер; наиболее архаичная её версия содержится в рукописи RAW B 512.

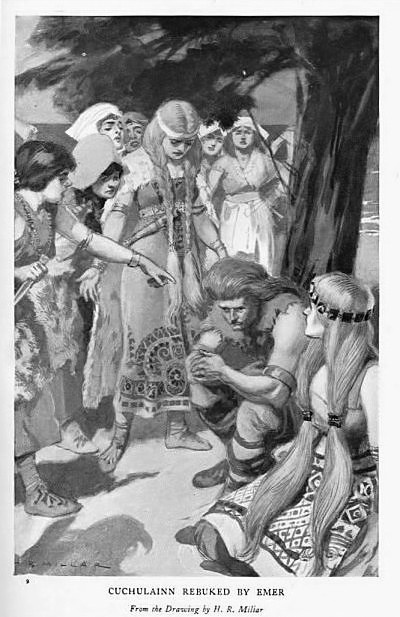
«Эмер упрекает Кухулина». Рисунок Г. Р. Миллера (1905) из книги Чарльза Сквайра «Кельтские мифы и легенды»

Улады, недовольные тем, что Кухулин ухаживает за их жёнами, и желая, чтобы у него появился наследник, долго пытались найти ему жену, но безрезультатно. Кухулин сам решил посвататься к Эмер, дочери Форгала Манаха (мифологический персонаж, божественный предок племени монайг, живший около Луска, недалеко от реки Дилвин). Прибыв к Эмер в Сады Луга, Кухулин беседует с ней загадками. Кухулин хвалится своими боевыми навыками, умением управлять колесницей, тем, что его вырастили мудрейшие филиды — Сенха и Амаргин. Эмер же хвалится именами тех, кто добивался её, своим воспитанием. Кухулин объявляет, что готов жениться лишь на девственнице; Эмер говорит о трёх подвигах, которые должен совершить тот, кто хочет взять её замуж (по другим версиям легенды, о необходимости обучения военному искусству говорил отец Эмер).
Кухулин выучился у великанши Скатах и, совершив подвиги, вернулся на родину. Среди прочего, он победил воительницу Айфе, и поставил ей условием оставления ей жизни зачатия ребёнка от него; так и произошло. Айфе обещала послать сына через семь лет к отцу; Кухулин же перечислил гейсы для мальчика, Конлуи, — никому не называть имя, никому не уступать дорогу и не отказываться от поединка (в дальнейшем это приведёт к их поединку на мосту).
Эмер же тем временем едва не выдали замуж, но она упомянула о Кухулине, и сватавшийся король, испугавшись, отказался от своей идеи.
Форгалл отказался пустить Кухулина в крепость, и тот целый год провёл у ворот. Затем он перепрыгнул через стену, убил многих воинов (уцелели лишь три брата Эмер — Скибур, Ибур и Кат) и похитил девушку и сокровища Форгалла; сам Форгалл погиб, спасаясь от Кухулина. Кухулин привёл Эмер в Эмайн Маху. Здесь Брикрен напомнил уладам, что право первой брачной ночи здесь принадлежит королю Конхобару. Было решено, что девушка проведёт ночь в постели Конхобара, но при этом там всё время будут Фергус и друид Катбад. После этого Кухулин и Эмер уже не расставались до самой смерти.